# 就職協定
就職協定（しゅうしょくきょうてい）とは、企業と学校の間における卒業見込み者の就職に関する協定である。法律上の取り決めではないが、企業側と学校側が、自主的に結んでいた紳士協定。1952年（昭和27年）に制定されたが、1996年（平成8年）に廃止されている。

## 概要
戦後の復興期における好況と、朝鮮特需による人手不足による採用早期化を背景として制定された。企業側は他企業よりも卒業予定者の採用確保を急ぎ早期に採用者を内定とするが、学校側は学生の学業専念が阻害されると主張した。双方の意見を調整し、1952年に大学、日経連、文部省、労働省を中心とする就職問題懇談会によって「就職協定」という正式な協定を結ぶに至った。
一方で就職協定を破って抜け駆けで優秀な学生を内々定として内々定採用する企業が続出し、このような抜け駆け採用は「青田買い」と呼ばれた。1973年に慶應義塾大学を卒業した池上彰によれば、当時就職協定を順守していたのはマスコミだけだったという。就職協定違反が発覚に対するペナルティとしては、1978年から協定違反に対する「注意」「勧告」「社名公表」などの制裁措置が設けられたが、違反企業が新聞で協定破りを公表される「社名公表」を超えるペナルティはなく、就職協定破りは留まりを見せなかった。
就職協定に関しては国会で鳩山邦夫労働大臣が「経済界と文部省の方で話し合って自主的にやっていること」と答弁している。
1996年に企業と大学・短大の間の就職協定は廃止された。
1997年以降は企業側と学校側が独自の基準を策定して行動することになり、日本経済団体連合会では「新規学卒者の採用選考に関する企業の倫理憲章」（通称：倫理憲章）を策定していた。しかし、倫理憲章では「大学の学事日程を尊重する」「採用選考活動の早期開始は自粛する」等の抽象的な記載にとどまり、具体的日程は「正式な内定日は卒業・修了学年の10月1日以降とする」と明記するのみであったが、就職協定時代と比較すると、就職活動は早くなり、以前であれば就職活動は四年制大学であれば4年次の夏～秋から始まっていたが、3年次の冬から始まるようになった。2003年の改定時に「卒業学年に達しない学生に対して、面接など実質的な選考活動を行うことは厳に慎む」という一文が盛り込まれ、経団連は上記の趣旨に賛同した企業に署名を募り、「倫理憲章の趣旨実現を目指す共同宣言」を発表した。また、慣例的に就職情報サイト等への登録が卒業前年度の10月1日より開始されていたことから、企業へのプレエントリー受付や会社説明会など採用に関する広報活動を「卒業・終了年度に入る前年度の10月1日以降」から開始となっていた。2011年に、企業へのプレエントリー受付や会社説明会など採用に関する広報活動を「卒業・修了年度に入る前年度の12月1日以降」、面接などの採用選考活動を「卒業・修了年度の4月1日以降」に開始するとした。
2013年に政府の要請に基づき、経団連が「採用選考に関する指針」（通称：採用選考指針）を発表。2016年卒業生から、広報活動を「卒業・修了年度に入る前年度の3月1日以降」、採用選考活動を「卒業・修了年度の8月1日以降」に開始するとしている。

## 歴史
- 1952年　文部労働省両事務次官の通達の形で初めて就職期日の指針（10月1日事務系、10月13日技術系）[3]。
- 1953年　大学・業界団体、関係官庁による就職問題懇談会は学生の推薦開始を10月1日以降とする「就職協定」が合意。
- 1962年　日経連が就職協定廃止を宣言し、就職協定が廃止。
- 1972年　文部大臣・労働大臣、経済四団体による中央雇用対策協議会が5月1日求人活動、7月1日採用選考開始の就職協定を11月に決議し、就職協定が復活。
- 1986年　主要企業52社首脳による就職協定遵守懇談会が発足。 8月20日会社訪問開始、11月1日内定解禁として協定合意された。
- 1996年　就職協定を廃止。